# Bauernproteste in Deutschland ab Dezember 2023

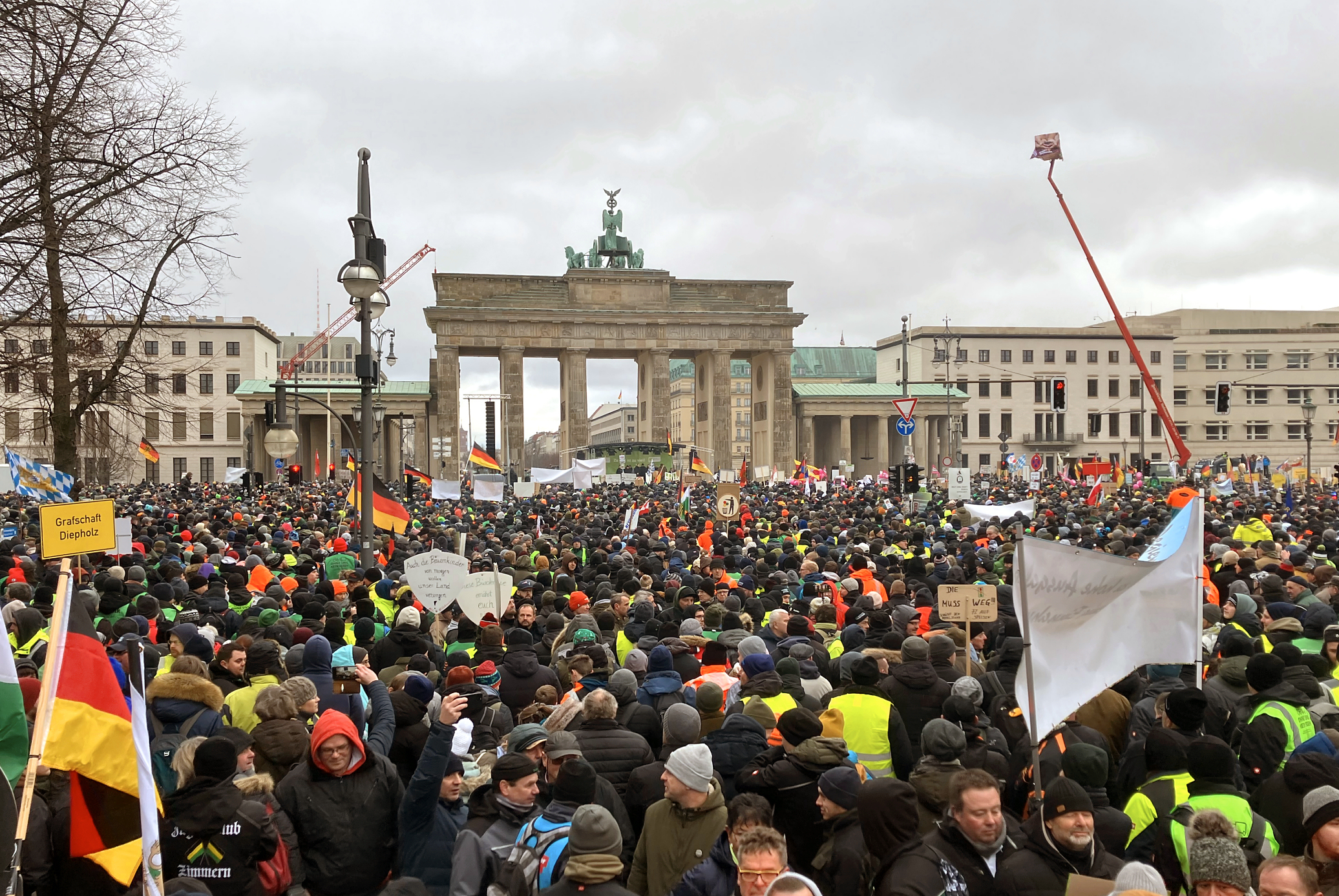
Bauernproteste am Brandenburger Tor in Berlin (15. Januar 2024)

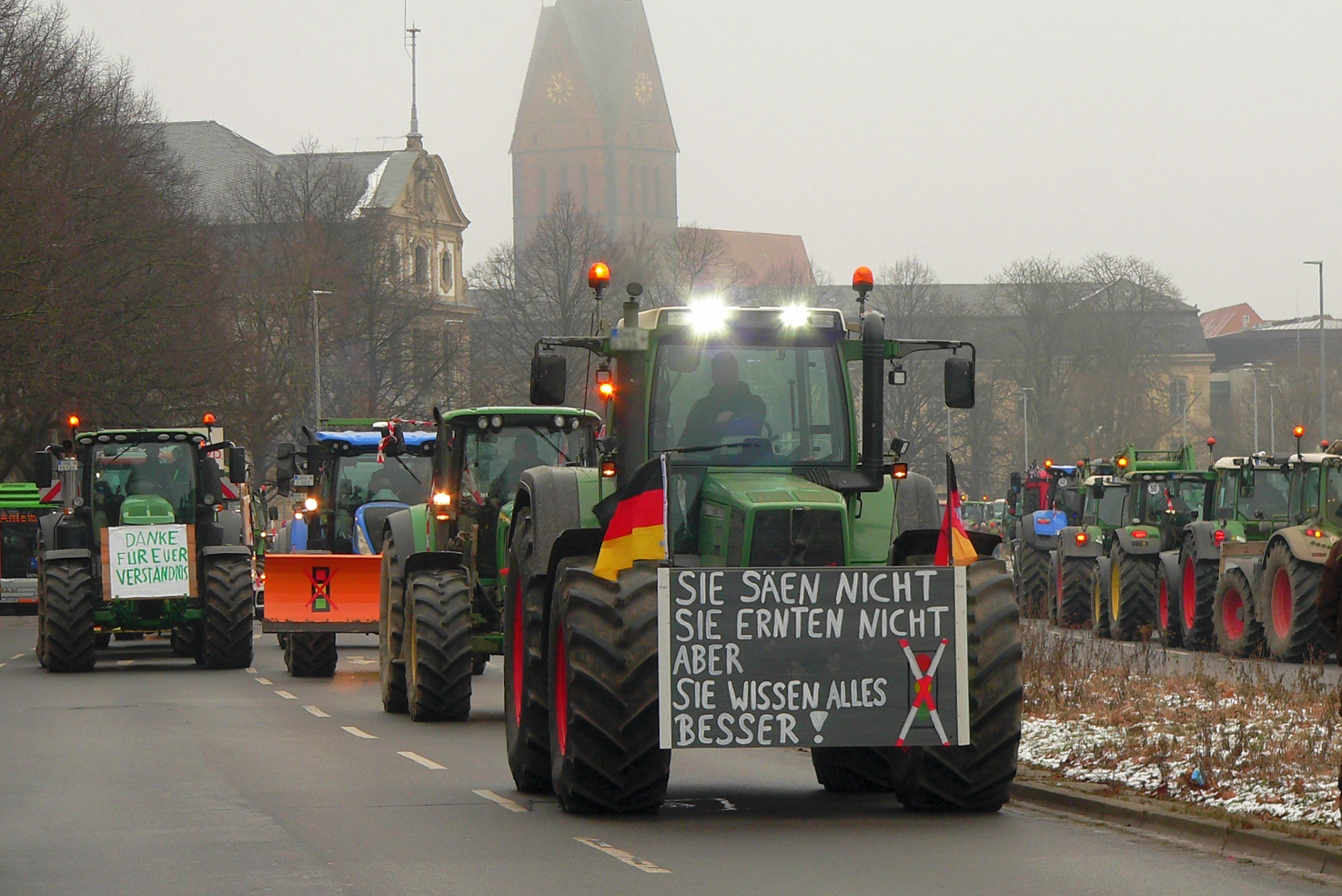
Treckerkorso in Hannover (11. Januar 2024)

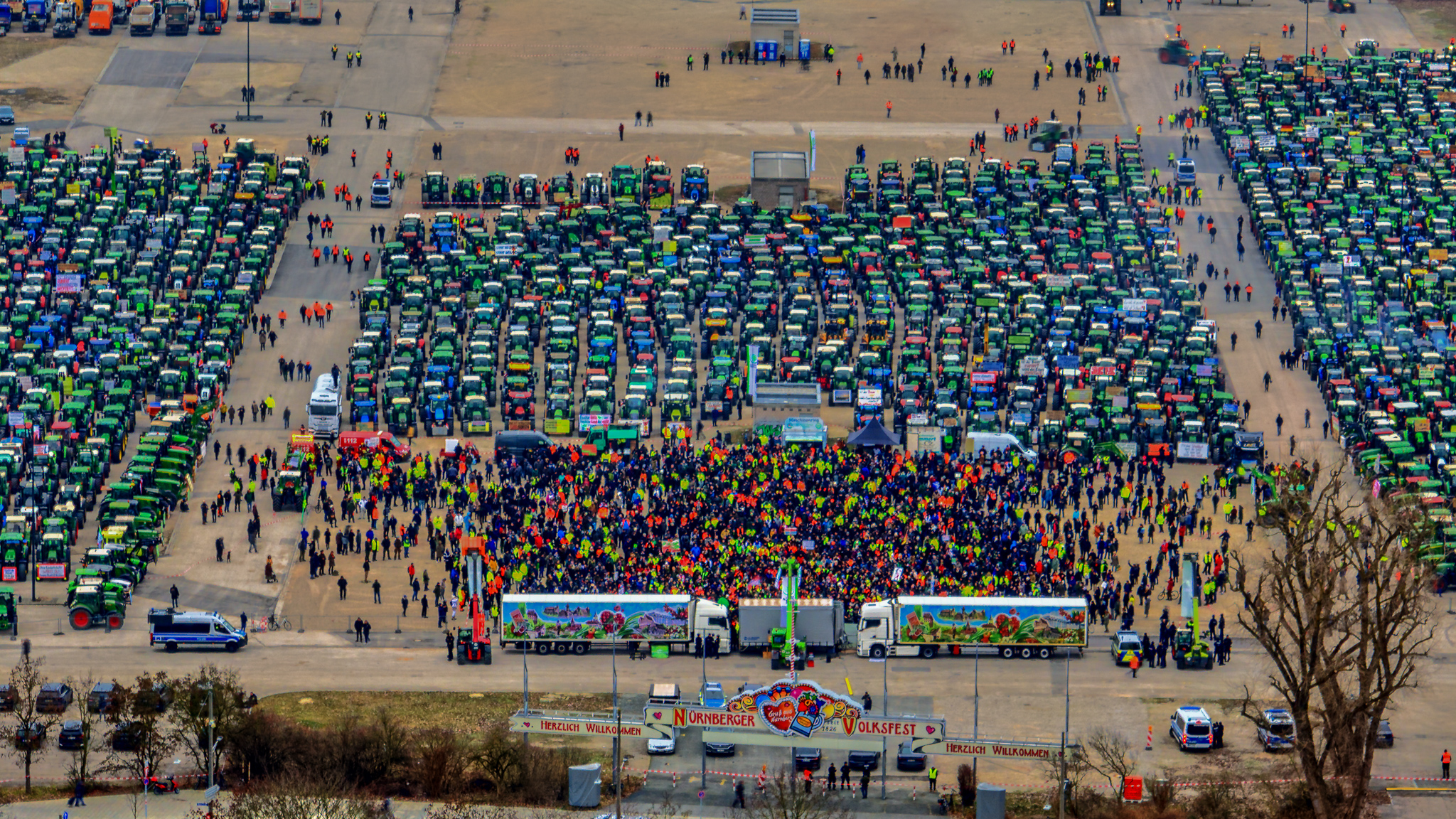
Protestaktion in Nürnberg (12. Januar 2024)

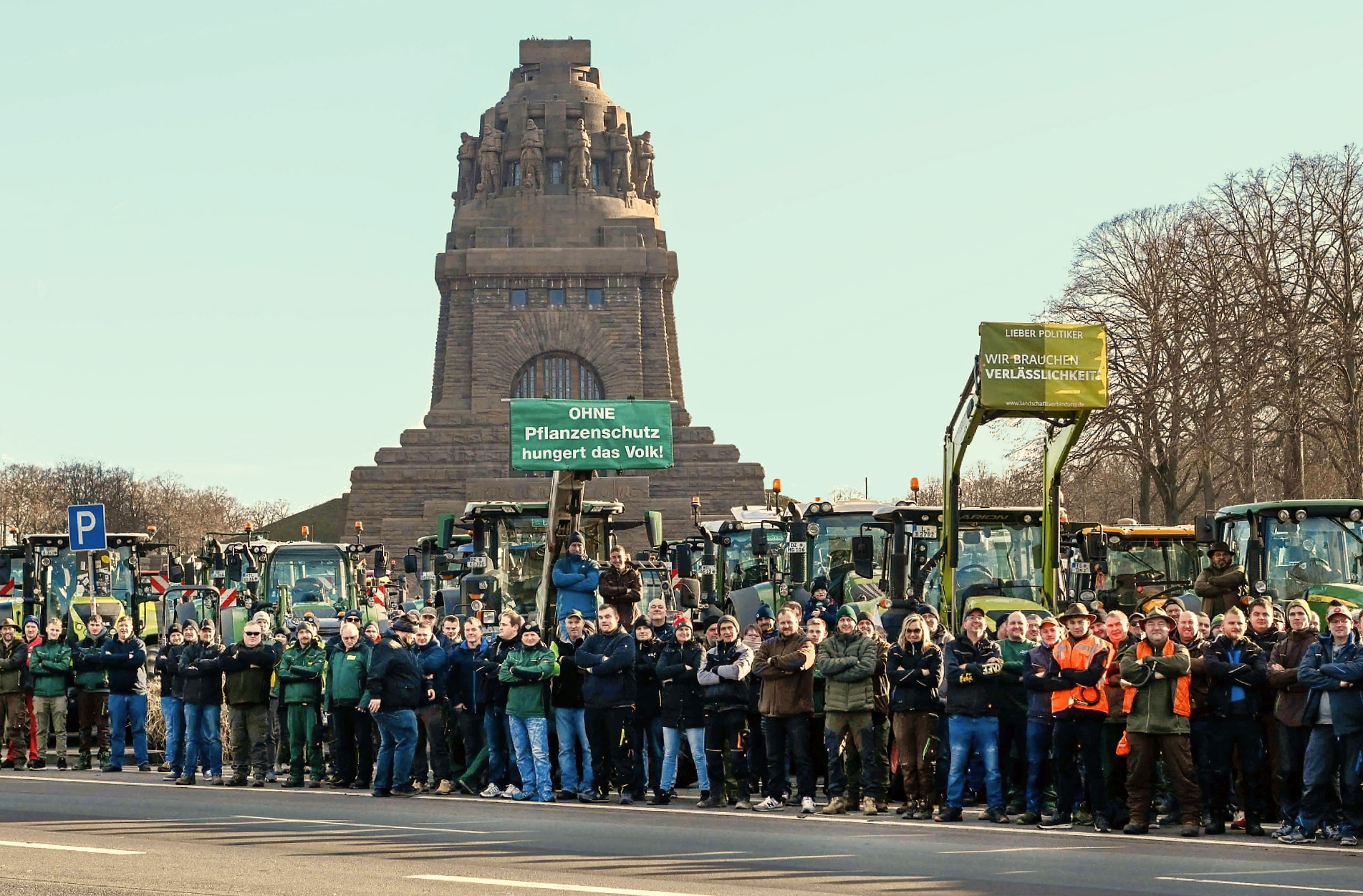
Bauernproteste am Völkerschlachtdenkmal in Leipzig (18. Dezember 2023)

Bei den Bauernprotesten in Deutschland ab Dezember 2023 führten deutsche Landwirte und Unterstützer ab Mitte Dezember 2023 bis Anfang März 2024 bundesweit Protestaktionen gegen die Politik der Bundesregierung Kabinett Scholz durch. Auslöser waren die Ende 2023 durch das Kabinett Scholz beschlossenen Streichungen von Steuersubventionen für die Landwirte. Die Bauernproteste in Deutschland sind Teil der Bauernproteste in Europa ab Anfang 2024.

## Hintergrund
Das Bundesverfassungsgericht erklärte mit Urteil vom 15. November 2023 den zweiten Nachtragshaushalt für das Jahr 2021 für verfassungswidrig und damit nichtig. Darin hatte der Deutsche Bundestag unter Führung des Kabinetts Scholz versucht, die nicht genutzten Kreditermächtigungen des Corona-„Sondervermögens“ für den Haushalt 2021 zu verwenden. Daraus entstand ein Haushaltsdefizit von 17 Milliarden Euro für den Bundeshaushalt 2024.
Für den Landwirtschaftssektor kündigte der zuständige Minister Cem Özdemir (Grüne) die Erhebung von Steuern für Agrardiesel analog zum „normalen“ Diesel und die Einführung der Kraftfahrzeugsteuer für Landwirtschaftsfahrzeuge (bisher grünes Nummernschild) an. Bereits im Juni 2023 gab es Pläne den subventionierten Diesel zur Verhandlungsmasse zu erklären, wie die Fachzeitung Agrarzeitung veröffentlichte. Diese Ankündigungen führte zu bundesweiten Protestaktionen von Bauern gegen die seit mehreren Jahren verfolgte Agrarpolitik in Deutschland. Zur Bekanntmachung der entsprechenden Ziele und Forderungen der Landwirte unternahm der Milchviehhalter Werner Koslowski aus Wohnste eine Rundfahrt durch Deutschland, bei der er ein Forderungspapier mehreren deutschen Landesregierungen übergab.
Nach einem Bericht des Deutschen Bauernverbandes (DBV) von Dezember 2023 haben deutsche Bauern im Haupterwerb im Wirtschaftsjahr 2022/23 einen durchschnittlichen Gewinn von 115.400 Euro erzielt, was ein Höchstwert ist, der rund 45 Prozent über dem Vorjahr liegt. Diesen Gewinn mindern Kosten und Investitionen unter anderem für Maschinen, Gebäude, Personal und Arbeitsschutz. Die Ertragslage sieht bei kleinen, mittleren und großen Betrieben indes sehr unterschiedlich aus.

## Organisation der Proteste

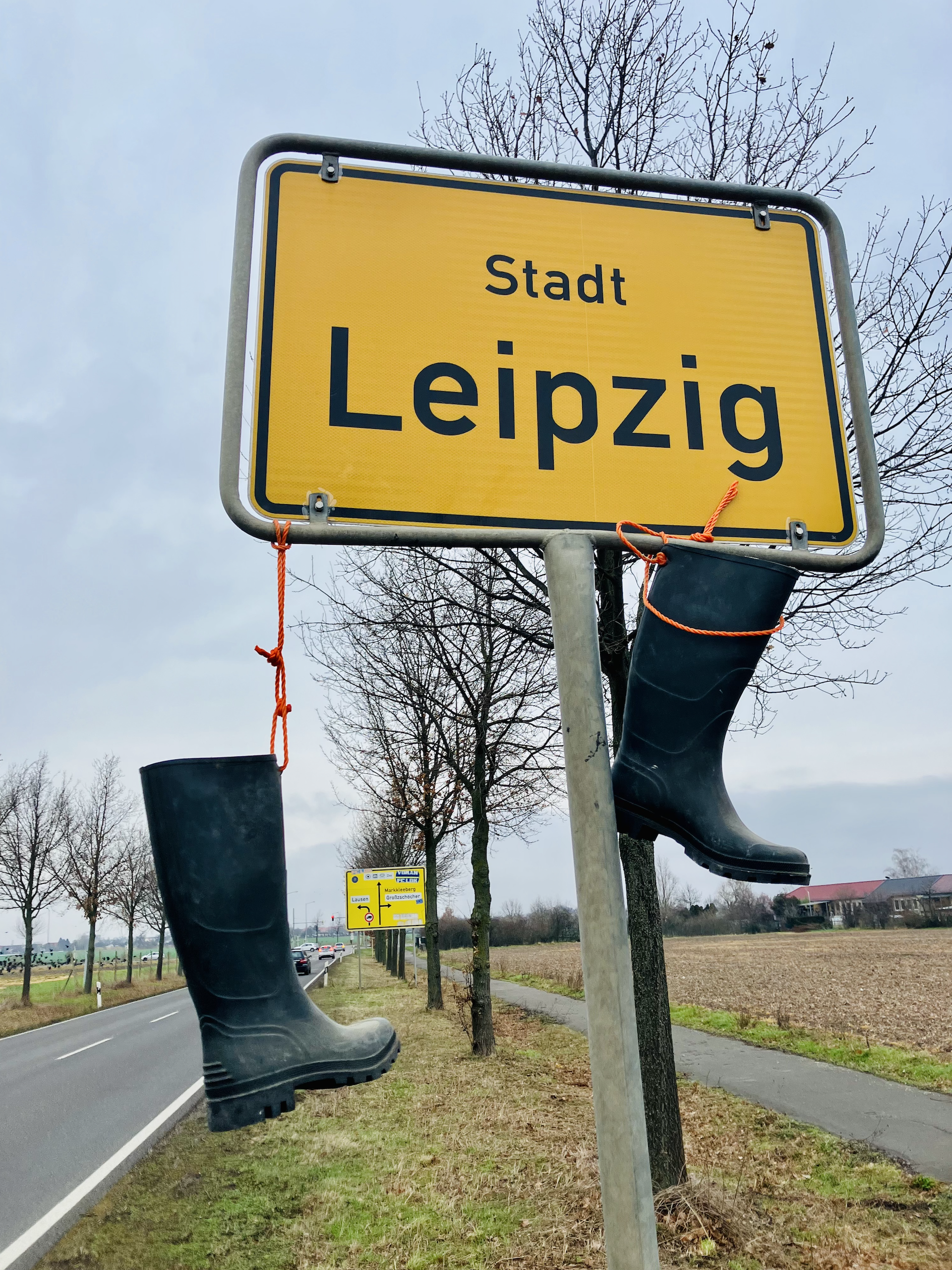
Ortseingangsschild mit Gummistiefeln in Leipzig-Südwest am 7. Januar 2024

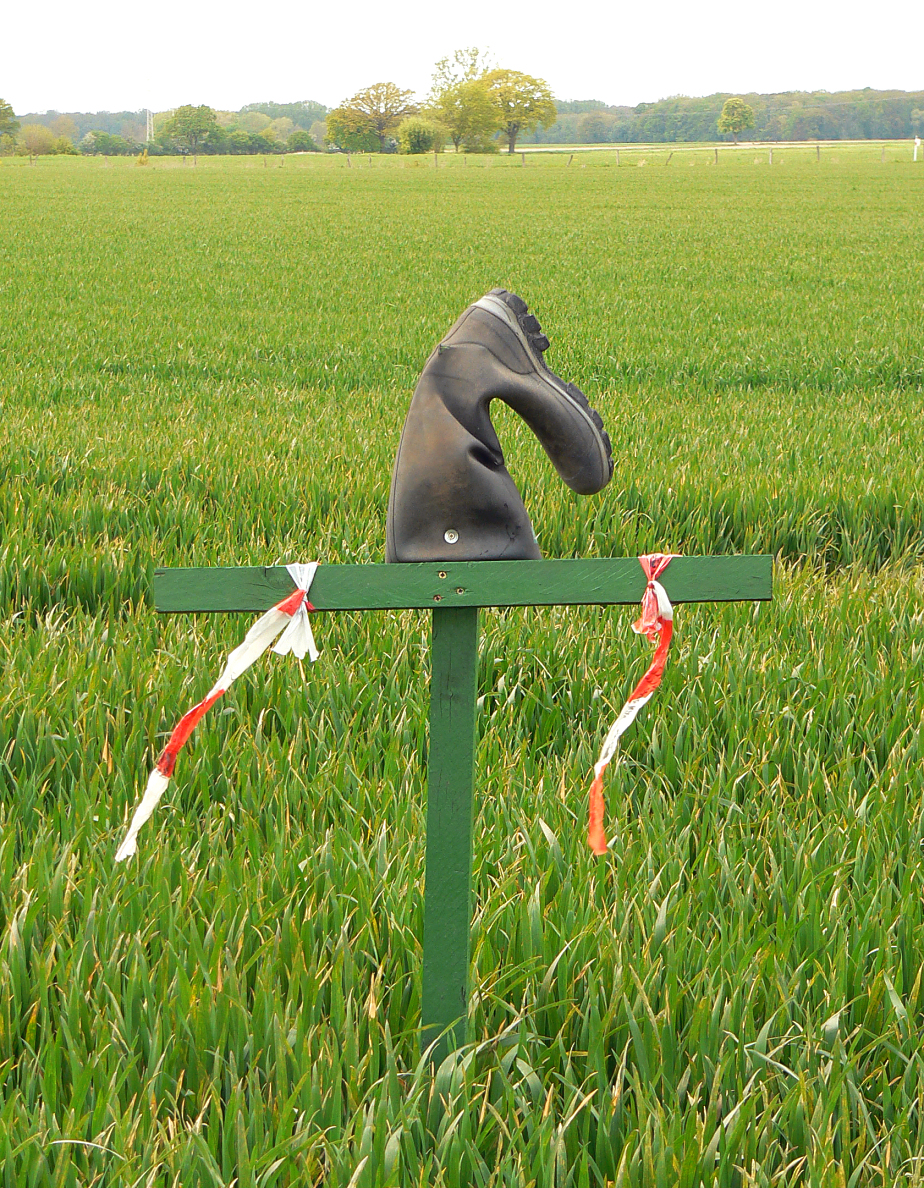
Gummistiefel in Verbindung mit Aktion Grüne Kreuze

Die zunächst dezentralen Proteste wurden in der Anfangsphase von Landwirtschaft verbindet Deutschland (LsV Deutschland) gestützt. Die Großdemonstration in Berlin am 18. Dezember 2023 organisierte ein Bündnis landwirtschaftlicher Organisationen um Landwirtschaft verbindet Deutschland und den Deutschen Bauernverband (DBV).
Der Deutsche Bauernverband rief zu einer „Aktionswoche zu Agrardiesel und Kfz-Steuerbefreiung“ ab dem 8. Januar auf. Darüber hinaus hatten sich eine Reihe weiterer Organisationen, darunter Spediteure, Handwerker, Fischer und Jäger, dem Aufruf angeschlossen.
Eine stille Protestform ist das Aufhängen von Gummistiefeln an Ortsschildern, womit Landwirte ihre Unzufriedenheit mit der Agrarpolitik zeigen. Damit wird sinngemäß ausgedrückt, dass Landwirte ihre Gummistiefel an den Nagel hängen und es folglich keine regionalen Lebensmittel mehr gibt.

## Politische Forderungen und Entwicklungen
Gemeinsam mit Landwirtschaft verbindet Deutschland (LsV Deutschland) fordert der Deutsche Bauernverband, die „geplanten Steuerhöhungen zurückzunehmen“. Eine weitere Förderung von Agrardiesel und die Kfz-Steuerbefreiung seien für eine wettbewerbsfähige Landwirtschaft in Deutschland unerlässlich. Viele protestierende Landwirte fordern den Rücktritt der Bundesregierung.
Am 4. Januar 2024 erklärte die Bundesregierung eine teilweise Rücknahme der Beschlüsse. Die Einführung einer Agrar-Kfz-Steuer solle gestrichen und die Steuersubvention auf Agrardiesel schrittweise über drei Jahre zurückgenommen werden. Der Deutsche Bauernverband und LsV Deutschland lehnten diese Vorschläge als unzureichend ab und forderten die vollständige Rücknahme aller Mehrbelastungen. LsV Deutschland stellte am 14. Januar 2024 ein Fünf-Punkte-Programm vor. Zentrale Forderungen darin sind verbindliche Kriterien für importierte landwirtschaftliche Produkte, Kennzeichnungspflicht der Herkunft von ausländischen Agrarerzeugnissen, Dumpingverbot im Lieferkettengesetz, Verbot unlauterer Handelspraktiken, Regulierung der Wolfspopulationen im ländlichen Raum (Wolfsmanagement) und Bürokratieabbau.
Am 6. Februar 2024 zog die EU-Kommission ihren Vorschlag für eine Pestizidverordnung zurück. Zuvor hatten Bauern mit etwa 1000 Traktoren am Tag eines Gipfeltreffens der EU-Staats- und Regierungschefs (1. Februar 2024) im Europaviertel in Brüssel gegen Agrarauflagen, hohe Kosten und Bürokratie protestiert. 
Der Agrarökonom Sebastian Lakner sagte Mitte Februar 2024 zur Wut der Bauern: einerseits sollen Bauern hochwertig, nachhaltig, unter Wahrung aller Umwelt- und sozialen Standards, unter Beachtung des Tierwohls und unter Förderung der Biodiversität produzieren. Andererseits kommen ungehindert Agrarprodukte aus dem außereuropäischen Ausland auf den Markt, die keinem dieser Ziele genügen und zudem mit viel billigeren Arbeitskräften und mit in der EU verbotenen Chemikalien produziert werden. Die Produkte sind deutlich billiger und werden deshalb von einem Teil der Verbraucher bevorzugt gekauft. Hinzu komme, dass es zwar ein großes EU-Agrarbudget gibt; dieses komme aber überwiegend nicht denjenigen zugute, die tatsächlich Lebensmittel produzieren. Lakner forderte eine zielgerichtetere Förderung und sah auch die Verbraucher in der Pflicht: „Wie viel kostet es, wie viel ist mir Nachhaltigkeit tatsächlich wert?“
Die Bauernproteste richten sich (Stand Mitte Februar 2024) auch gegen Medien, etwa indem Landwirte mit Traktoren vor Sendergebäuden protestieren und Zeitungsauslieferungen blockieren. Hintergrund ist eine zumindest aus Sicht vieler Bauern subjektiv wahrgenommene falsche und einseitige Darstellung der Situation der Bauern und der Demonstrationen. So sei beispielsweise am 12. Januar ein halb leerer Volksfestplatz in Nürnberg in Medien gezeigt worden, obwohl dieser später – während der Demonstration – brechend voll war. Der Deutsche Bauernverband kritisierte Aktionen gegen Medien: „Nicht nur sind die Medien in diesem Fall der falsche Adressat – schließlich wurde sehr ausführlich über die Bauernproteste berichtet –, auch sollte die Wahrung der Pressefreiheit uns allen ein grundsätzliches Anliegen sein.“
Unter den Protestierenden war die Schwarze Fahne als Logo der antisemitischen und antidemokratischen Landvolkbewegung verbreitet, das der spätere NPD-Abgeordnete im Schleswig-Holsteinischen Landtag Peter Petersen 1928 entworfen hatte. Die Nutzung dieser Fahne wurde von Politikern, Historikern und von protestierenden Bauern selbst kritisiert.

## Proteste (Auszug)
| Datum             | Ereignisse |
| ----------------- | --- |
| 15. Dezember 2023 | In Schweinfurt luden protestierende Bauern Mist vor dem Büro des Grünen-Landtagsabgeordneten Paul Knoblach ab und fuhren in einem Korso mit 75 Traktoren durch die Innenstadt. |
| 18. Dezember 2023 | In Berlin hatte der Deutsche Bauernverband zu einer Demonstration mit Traktoren unter dem Motto „Zu viel ist zu viel! Jetzt ist Schluss!“ aufgerufen, um gegen die Streichung von Agrarsubventionen und steuerlichen Vergünstigungen zu protestieren. Etwa 6600 Menschen versammelten sich auf einer Kundgebung vor dem Brandenburger Tor. Bauernpräsident Joachim Rukwied forderte die Beibehaltung der Agrarsubventionen. In Freiburg im Breisgau und im Dreisamtal demonstrierten Bauern mit 300 Traktoren, auch in Leipzig sammelten sich Menschen mit 300 Traktoren am Völkerschlachtdenkmal, sächsische Jäger unterstützten die Bauernschaft. In Chemnitz blockierten Bauern mit schwerer Landtechnik den Innenstadtring. |
| 21. Dezember 2023 | In Bad Kreuznach demonstrierten Menschen mit mindestens 400 Traktoren. Organisiert wurde die Versammlung durch die Landjugend, die sich in ihrer Entwicklung behindert sieht. |
| 22. Dezember 2023 | In Rheinhessen demonstrierten in den Morgenstunden Menschen mit mindestens 300 Traktoren an den Autobahnauffahrten. Insgesamt befand sich die Polizei an 20 verschiedenen Anschlussstellen auf dem Gebiet zwischen Kirchheimbolanden, Bingen und Mainz im Einsatz. |
| 29. Dezember 2023 | In Siegen demonstrierten 1400 Teilnehmer mit 850 Traktoren. Bei der Anfahrt kam es zu einem Zwischenfall, als ein alkoholisierter Traktorfahrer eine Polizei-Absperrung durchbrechen wollte. |
| 2. Januar 2024    | 1200 Teilnehmer mit 600 Schleppern demonstrierten im unterfränkischen Hammelburg. Es kam zu Verkehrsbehinderungen. |
| 4. Januar 2024    | Über 100 Bauern mit Traktoren und weitere Protestierer blockierten am Abend im Hafen von Schlüttsiel in Nordfriesland die Fähre Hilligenlei, mit der Bundeswirtschaftsminister Robert Habeck (Grüne) und seine Ehefrau nach einem privaten Tagesausflug zur Hallig Hooge auf das Festland zurückkehren wollten. Nachdem die Demonstranten auf ein Angebot Habecks verzichtet hatten, eine kleine Delegation auf die Fähre zu schicken und dieser die Menge aus Gründen des Personenschutzes nicht persönlich ansprechen wollte, legte sie wieder ab. Recherchen von Zeit Online und Spiegel TV zufolge habe eine ehemalige Kandidatin der AfD für die Kreistagswahl von Nordfriesland in einem Gespräch mit Habeck von dessen Rückreiseplan erfahren und über ihren Lebensgefährten die Information in sozialen Medien weiterverbreiten lassen. Der Aufruf, sich am Fähranleger zu versammeln wurde auch von der im schleswig-holsteinischen Landesverfassungsschutzbericht 2022 erwähnten Gruppe „Freie Schleswig-Holsteiner“ gepostet, die Teil der „Delegitimiererszene“ ist. Der Staatsschutz ermittelt aufgrund der Blockade gegen Unbekannt wegen des Verdachts der Beleidigung, der Nötigung und des Landfriedensbruchs. Entgegen früherer Medienberichte kam der Norddeutsche Rundfunk am 11. Januar 2024 zu dem Schluss, dass es keinen Versuch gab, die Fähre zu stürmen. Der zwischenzeitlich wegen gegebenenfalls in Betracht kommender Nötigung von Verfassungsorgangen mit den Vorgängen befasste Generalbundesanwalt hat Ende September 2024 seine entsprechenden Ermittlungen mangels Anfangsverdacht an die Staatsanwaltschaft Flensburg zurückgegeben. Im Januar 2025 stellte die Staatsanwaltschaft die Ermittlungen weitgehend ein. |
| 5. Januar 2024    | Gemeinsam demonstrierten Landwirte aus Hessen, Bayern und Thüringen mit 350 Traktoren auf dem Kreuzberg. |
| 6. Januar 2024    | Im bayerischen Straubing demonstrierten 3000 Landwirte mit 1500 Traktoren mit einer Sternfahrt gegen die Kürzungspläne der Ampel-Koalition auf Bundesebene. Im niedersächsischen Rehburg-Loccum behinderten rund 150 Landwirte mit 100 Maschinen die Zufahrt zum Kloster Loccum, in dem die Hannoversche Landeskirche ihren traditionellen Epiphanias-Empfang mit geladenen Gästen durchführte. |
| 7. Januar 2024    | In Thiendorf blockierten Demonstranten mit Lastzügen und Traktoren das Zentrallager von Netto in Sachsen. |
| 8. Januar 2024    | Bundesweit blockierten Bauern, Spediteure, Handwerker und Bürger die Auffahrten auf Autobahnen. Diese Blockaden wurden mit der Polizei im Vorfeld abgestimmt. In vielen Städten wurden Demonstrationen veranstaltet. Mit Sternfahrten wurden zahlreiche Straßen blockiert. So wurde zum Beispiel die Elbebrücke Tangermünde blockiert. Die Arbeiterwohlfahrt (AWO) erstattete daraufhin Strafanzeige, da Mitarbeiter, Patienten und Lieferungen nicht zum AWO-Krankenhaus in Jerichow gelangen konnten. |
| 9. Januar 2024    | Am zweiten Tag der Aktionswoche sorgten protestierende Bauern weiterhin bundesweit für Verkehrsbehinderungen, jedoch in geringerem Maße als am Vortag. Für den darauffolgenden Tag waren intensivere Proteste angekündigt worden. |
| 10. Januar 2024   | Bauern mit 5000 Traktoren, Handwerker, Jäger und Waldbesitzer demonstrierten nach einer Sternfahrt gemeinsam auf dem Theaterplatz in Dresden. Michael Kretschmer (CDU) solidarisiert sich mit den protestierenden Bauern. 1700 Bauern demonstrierten nach einer Sternfahrt in Kassel vor dem Regierungspräsidium. In Düsseldorf fanden Demonstrationen vor den Parteizentralen der Ampel-Parteien statt. 3–4000 Landwirte mit 1600 Fahrzeugen protestieren auf dem Augsburger Plärer. Bauern mit 2000 Traktoren legen mit einer Sternfahrt in Lübeck und in Flensburg zum Wahlkreisbüro von Robert Habeck den Verkehr lahm. |
| 11. Januar 2024   | Einem Aufruf des Niedersächsischen Landvolks zu einer zentralen Kundgebung in Hannover folgten laut Veranstalter rund 5000 Landwirte mit 3000 Traktoren (laut Polizei je 2000). Die vorausgehende Sternfahrt aus verschiedenen Landesteilen von Niedersachsen sorgte für Verkehrsprobleme. Im Hamburger Hafen nahmen Landwirte, die mit rund 360 Landmaschinen aus Schleswig-Holstein und Niedersachsen angereist waren, an einer Kundgebung des Vereins Land schafft Verbindung teil. In Mecklenburg-Vorpommern kam es zu Blockaden von Autobahnauffahrten und Lebensmittellogistikzentren, was auf einigen Straßen zu kilometerlangen Staus führte. Vor einem Logistikzentrum in Dummerstorf versammelten sich etwa 1000 Landwirte mit 500 Traktoren und in Stavenhagen seien es etwa 400 Demonstranten mit rund 300 Traktoren gewesen. |
| 12. Januar 2024   | In Büsum blockieren Fischer den Hafen und protestieren gegen Subventionskürzungen durch die Ampel-Regierung. Der Exerzierplatz in Kiel war das Ziel von 16 angemeldeten Sternfahrten aus Plön und dem Kreis Rendsburg-Eckernförde mit 3600 Fahrzeugen. In Sachsen blockieren Landwirte weiterhin Autobahnauffahrten rund um Dresden und im Vogtland. Der Sächsische Bauernverband forderte ultimativ die Auszahlung von ausstehenden Mitteln der Europäischen Union an die Landwirte bis Ende Januar 2024 oder den Rücktritt von Landwirtschaftsminister Wolfram Günther. In Leipzig demonstrierten Bauern gemeinsam mit Fridays for Future. 5000 Landwirte mit 2500 Traktoren blockierten die Innenstadt Nürnbergs. In Stralsund begleiteten Schäfer ihre Tiere über Bundesstraßen. Im gesamten Bundesgebiet wurden Zentrallager der Lebensmittel-Discounter mit Traktoren blockiert. Brandenburgs Ministerpräsident Dietmar Woidke (SPD) erklärte in Cottbus seine volle Unterstützung der Forderungen der Bauern nach Streichung der Steuererhöhungen. |
| 13. Januar 2024   | In Rosenheim protestierten Bauern und Unterstützer mit zwei Konvois in der Innenstadt. Im niedersächsischen Aurich waren fast 1000 Fahrzeuge von Landwirten und Unterstützern aus dem Mittelstand, Taxiunternehmen und Handwerksbetrieben in Protest-Konvois unterwegs. In Torgau war für den Nachmittag ein Autokorso angekündigt. Mehr als 5000 Bauern und Handwerker demonstrierten auf dem Flugplatz Itzehoe/Hungriger Wolf in Schleswig-Holstein. |
| 14. Januar 2024   | In Südwestfalen standen Landwirte mit hell erleuchteten Schleppern auf vielen Höhenzügen, um unter dem Motto „Lasset die Berge erleuchten“ ein freundliches Licht für die Montagsdemo nach Berlin zu senden. |
| 15. Januar 2024   | Nachdem die protestierenden Verbände zu einer Großdemonstration in Berlin vor dem Brandenburger Tor aufgerufen hatten, versammelten sich schon in der Nacht zum 15. Januar Landwirte, Spediteure, Handwerker und Zivilgesellschaft. Bei einer Großdemonstration gegen die Besteuerung von Agrardiesel und für den Rücktritt der Bundesregierung blockierten mehr als 6000 Traktoren und andere Fahrzeuge mit einer Sternfahrt die Berliner Innenstadt. Die Polizei sprach von 8.500, die Veranstalter von mehr als 30.000 Demonstranten auf der Kundgebung zwischen Brandenburger Tor und Siegessäule. Die Spediteure demonstrierten gegen die Lkw-Maut und CO2-Besteuerung. Die Demonstration verlief weitestgehend friedlich. Bundesfinanzminister Christian Lindner (FDP) versuchte eine Rede zu halten und erklärte, dass die Bundesregierung nicht von ihren Plänen zur Steuererhöhung abweichen werde. Parallel begann um 12 Uhr im Petitionsausschuss des Deutschen Bundestages, basierend auf einer offiziellen E-Petition mit über 75000 Mitzeichnern, die Anhörung zu einer Petition für die Streichung der Subventionskürzungen. Zuvor hatten bereits über 1,1 Millionen Bürger eine ähnliche E-Petition bei change.org unterstützt. Der Deutsche Bauernverband forderte die Bundesregierung auf, bis zum Abend des 18. Januar 2024 die angekündigten Subventionskürzungen bzw. Steuererhöhungen vollständig zurückzunehmen, andernfalls sollen die Proteste intensiver weitergeführt werden. |
| 16. Januar 2024   | Landwirte und Spediteure setzten mit mehreren hundert Fahrzeugen ihren Protest in Berlin fort. In Gera blockierten Landwirte und Transportunternehmen die Zufahrten von Firmen in einem Gewerbegebiet. |
| 18. Januar 2024   | Bauernpräsident Joachim Rukwied kündigte noch stärkere Protest- und Blockadeaktionen der Spediteure und Landwirte ab kommender Woche an, falls die Bundesregierung die geplanten Belastungen (Lkw-Maut, CO2-Preise) nicht zurücknimmt. In Berlin haben hunderte Landwirte und Spediteure an Protestaktionen teilgenommen und Auffahrten auf der A 15 in Brandenburg blockiert. |
| 19. Januar 2024   | Mit über 800 Fahrzeugen demonstrierten Landwirte und Transportunternehmen nach einer Sternfahrt aus dem gesamten Bundesgebiet vor dem Brandenburger Tor in Berlin. |
| 20. Januar 2024   | 8000 Menschen demonstrierten in Berlin für bessere Wirtschaftsbedingungen für kleinere Bauernhöfe. |
| 26. Januar 2024   | Bauern protestieren mit einem Traktor-Korso in Dorfen (weniger als 40 Traktoren), Erding (ca. 50 Traktoren) und Taufkirchen. Mehr als 350 Brandenburgische Bauern fuhren mit 250 Traktoren vor die Berliner Parteizentralen von SPD, Grüne und FDP und demonstrierten für ihre Forderungen. |
| 28. Januar 2024   | Rund 900 Land- und Forstwirte fanden sich zu einer Demonstration in Magdeburg unter dem Motto „Zu viel ist zu viel“ ein. Die Bauernschaft hatte die Demonstration wegen des Holocaust-Gedenktages um einen Tag auf den 28. Januar 2024 verschoben. In München protestieren 10.000 Menschen gegen die aktuelle Regierungspolitik. Nicht nur Landwirte, sondern besonders auch Mittelständler beteiligten sich an der Demonstration. In Stuttgart fand eine Reiter-Demo mit 100 Pferden und 60 Kutschen als Korso zur Innenstadt statt. |
| 29. Januar 2024   | In Hamburg demonstrierten Bauern mit 550 Traktoren. Blockadeziele waren der Bahnhof Hamburg-Dammtor und Theodor-Heuss-Platz. 80 Schlepper fuhren in Meinigen für „Schnauze voll“. In Frankfurt (Oder) blockierten Traktoren und Handwerker-Transporter die Innenstadt. Mit zwei Fahrzeugkolonnen erreichten protestierende Bauern den Potsdamer Landtag. Die Bauern übergaben eine Liste mit zehn Forderungen an die Politik, u. a. „die Forderung nach dem Verbot von Gentechnik und Laborfleisch sowie nach dem rechtssicherem Abschuss von Wölfen an Weidezäunen.“ Bauern blockierten mit 40 landwirtschaftlichen Fahrzeugen die Zufahrten zum JadeWeserPort in Wilhelmshaven, was die Betriebsabläufe im Güterverkehrszentrum massiv störte. Bei Demonstrationen in Görlitz kam es zur Überschreitung der zugelassenen Fahrzeugzahl und der Lautstärkegrenze von 90 dB. Das Landratsamt leitete Bußgeldverfahren ein. Laut Landrat Stephan Meyer stieß die Verletzung der Auflagen auch auf Kritik einiger Landwirte. In Bautzen wurde ebenfalls gegen Lärmschutzauflagen verstoßen. |
| 30. Januar 2024   | Auf den Cannstatter Wasen in Stuttgart protestierten 3000–5000 Menschen mit mehr als 1000 Fahrzeugen gegen die Agrarpolitik der Berliner Ampel-Regierung. Bauernpräsident Joachim Rukwied erklärte in Ilsfeld die Solidarität der deutschen Bauern mit Landwirten im EU-Ausland. Etwa 300 Menschen demonstrierten unter Teilnahme des Ministerpräsidenten Wüst vor dem Düsseldorfer Stadttor. |
| 31. Januar 2024   | In Bayern, Niedersachsen, Sachsen-Anhalt, Thüringen und anderen Bundesländern wurden viele Autobahnauffahrten blockiert. In Magdeburg kam es bei unangemeldeten Protesten zu einem erfolglosen Blockadeversuchs eines Tanklagers und zur Blockade einer Straße. Demonstranten zündeten im Straßenraum Reifen sowie Strohballen an und verschütteten Gülle. Die Polizei stellte mehrere Strafanzeigen wegen Landfriedensbruchs und Sachbeschädigung. |
| 1. Februar 2024   | Bei einer Blockade der A 13 in der Lausitz (Schwarzheide) durch protestierende Bauern kam es zu Unfällen. Ein Bauer wurde durch einen PKW erfasst, zwei weitere Bauern leicht verletzt. Polizeiliche Ermittlungen wurden eingeleitet. |
| 2. Februar 2024   | In den Morgenstunden blockierten Landwirte mit rund 40 Traktoren die A 2 bei Braunschweig und legten Reifenteile, Baumstämme und Mist auf die Fahrbahn. Das Landvolk Niedersachsen distanzierte von der unangekündigten Aktion. Der polnisch-deutsche Grenzübergang Linken in Mecklenburg-Vorpommern sowie die Zufahrten zu den Containerterminals in Bremerhaven wurden blockiert. Mehr als 200 Bauern mit Traktoren demonstrierten in Bonn. In Unterföhring protestierten etwa 250 Landwirte und Mittelständler auf dem Gelände des Bayerischen Rundfunks mit Traktoren und Lkw gegen die Politik der Ampel-Regierung und die ihrer Ansicht nach zu geringe Medienberichterstattung. In Hamburg behinderten 70 Demonstranten mit ihren Fahrzeugen die Auslieferung von Zeitungen aus einem Presseverteilzentrum. Laut den Bauern hätten „die Medien“, darunter Hamburger Abendblatt, die Hamburger Morgenpost und der Spiegel, „falsche“ Berichterstattung betrieben. Nachdem die Bauern sich weigerten, die blockierten Zufahrtswege freizugeben, löste die Polizei die zuerst illegal begonnene, dann in eine Spotandemonstration gewandelte Veranstaltung auf. |
| 3. Februar 2024   | Mit etwa 400 statt der erwarteten 2000 Traktoren protestierten hunderte Bauern rund um den Frankfurter Flughafen. |
| 4. Februar 2024   | Einige hundert Landwirte blockierten das Lidl-Zentrallager Koblenz um gegen die Preisdiktate der großen Handelsketten zu protestieren. Zur Bekräftigung des Slogans Die Landwirtschaft hängt an einem seidenen Faden wurde ein Traktor mit einem Autokran in die Höhe gezogen und plakativ zur Schau gestellt. |
| 5. Februar 2024   | In Hannover blockierten 80 Menschen mit 50 Fahrzeugen, darunter viele Traktoren, das Landesfunkhaus des NDR. Ein Sprecher der Bauern erklärte, dass „Medienberichte über die Demonstrationen klein gehalten“ und sich „die Kritik sich nicht nur gegen den NDR, sondern gegen die Medien insgesamt richten“ würde. In der Nacht zum 5. Februar blockierten Landwirte die Zufahrt zum Pressezentrum der Allgäuer Zeitung in Kempten. Das Polizeipräsidium Schwaben Süd/West sagte in einer Stellungnahme: „Der Versuch einer Einflussnahme durch eine nicht angezeigte Versammlung und zeitweiser Blockaden ist nicht akzeptabel und mit dem Rechtsstaatsprinzip in einer Demokratie nicht in Einklang zu bringen.“ Der Bayerische Journalistenverband sprach von einem „Angriff auf die Pressefreiheit“. |
| 6. Februar 2024   | Bis zu 500 Menschen mit 200 Traktoren protestierten vor den Media Docks auf der Wallhalbinsel in Lübeck gegen die Politik der Ampel-Regierung. Finanzminister Christian Lindner, der sich auf einer „Bürgerdialogtour“ dort befand, wurde von den Protestlern ausgepfiffen. |
| 7. Februar 2024   | Etwa 400 Landwirte aus Niedersachsen protestierten vor dem Niedersächsischen Landtag in Hannover nach einem Aufruf von Land schafft Verbindung und den Freien Bauern. Sie übergaben ein 10-Punkte Forderungspapier u. a. zur Einführung einer Kennzeichnung der Herkunftsländer, Abbruch der Freihandelsabkommen und zum Verbot von Gentechnik. In Berching unterstützte die bayerische Landwirtschaftsministerin Michaela Kaniber bei einem Treffen mit protestierenden Bauern auf dem Rossmarkt die Forderungen der Bauern. |
| 8. Februar 2024   | In der Spitze bis zu 550 Personen mit 193 Fahrzeugen protestierten in einem Umzug zwischen Stendal und Tangerhütte. Die Versammlungen verliefen gemäß Aussage der Polizei mit Ausnahme von Verkehrsbeeinträchtigungen störungsfrei. |
| 10. Februar 2024  | 150 Landwirte haben in einem Konvoi von Vaihingen an der Enz bis nach Ludwigsburg mit bis zu 150 Traktoren am Vormittag auf ihre Lage aufmerksam gemacht. Laut Berichten der Polizei wurde der Verkehr trotz der vielen Traktoren nicht behindert. |
| 12. Februar 2024  | In Frankfurt (Oder) blockierten Landwirte zusammen mit Handwerkern im Rahmen einer Demonstration gegen die EU-Agrarpolitik und die Sparmaßnahmen der Bundesregierung den Grenzübergang in der Frankfurter Innenstadt sowie eine Autobahnauffahrt. |
| 14. Februar 2024  | In Biberach sagten die Grünen ihre Veranstaltung zum Politischen Aschermittwoch wegen massiver Proteste von Landwirten und Störern ab. Laut Polizei wurden dabei auch Polizeibeamte verletzt. Bundesagrarminister Cem Özdemir kritisierte die Vorgänge, nahm das Gros der Bauern aber ausdrücklich in Schutz: „Das waren Einzelne, die sich da so benommen haben“, diese hätten „den Anliegen der Landwirtschaft jedoch keinen Gefallen getan“. Der ebenfalls anwesende Jürgen Trittin nahm außer den Bauern auch einen „organisierten rechten Mob“ wahr. Der baden-württembergische Landesvorsitzende der Deutschen Polizeigewerkschaft Ralf Kusterer sagte, bei den Krawallmachern „habe es sich wohl um die 70 Störer gehandelt, die nicht der Bauernschaft zuzurechnen seien“. Der Landes- und der örtliche Bauernverband distanzierten sich von der Aktion. |
| 15. Februar 2024  | In Floh-Seligenthal kam es während eines Unternehmensbesuches von Robert Habeck zu Protesten, bei denen der Zugang zu einem Werk versperrt wurde. Demonstrationsteilnehmer versuchten außerdem, Pressevertreter an der Berichterstattung zu hindern und nutzten vereinzelt den Begriff „Lügenpresse“. |
| 18. Februar 2024  | In Lauenau blockierten Landwirte mit etwa 60 Treckern über drei Tage ein Zentrallager von Edeka. |
| 19. Februar 2024  | Im hessischen Melsungen sowie Edermünde blockierten Landwirte zwei Lagerhallen von Lebensmittelkonzernen. Die unangekündigten Blockaden waren Teil des Protests gegen die Agrarpolitik der Bundesregierung. |
| 22. Februar 2024  | Am deutsch-tschechischen Grenzübergang in Reitzenhain demonstrierten Bauern aus Deutschland gegen die europäische Agrarpolitik mit etwa 60 Traktoren zuzüglich verschiedener Begleitfahrzeuge. Dieser Demonstration schlossen sich Landwirte aus Tschechien mit etwa 100 Traktoren an, wodurch es zu erheblichen Verkehrsbehinderungen gekommen war. Unter anderem wurde Schutz vor Dumpingpreisen für Weizen aus der Ukraine gefordert. |
| 25. Februar 2024  | In Koblenz führten etwa 200 Teilnehmer mit rund 150 Fahrzeugen eine Demonstration am Deutschen Eck durch, nachdem sie sich zuvor in Neuwied unter dem Motto „Mit Pferdestärken und Traktoren für eine faire Agrarpolitik“ getroffen hatten. Am Rande der Veranstaltung fuhr ein Teilnehmer mit seinem Traktor auf das erste Plateau des Kaiser-Wilhelm-Denkmals. Eine strafrechtliche Relevanz wird geprüft. |
| 25. Februar 2024  | Rund 1200 Teilnehmer sind dem Aufruf von Winzern gefolgt und wohnten einer Protestaktion bei, in welcher die Scheinwerfer von 500 Traktoren den Michaelsberg in Cleebronn hell erstrahlen ließen. |
| 3. März 2024      | Bei einer nicht angemeldeten Protestaktion wurden Gülle und Mist auf die Fahrbahn der B5 bei Wustermark im brandenburgischen Landkreis Havelland gekippt und die Stelle nicht gesichert. In dadurch verursachten Unfällen wurden fünf Personen verletzt und es entstand ein hoher Sachschaden. |

## Reaktionen
Zahlreiche Berufsverbände, Interessenvertretungen, Vereine, Stiftungen und Bürger kündigten seit dem 18. Dezember 2023 ihre aktive Unterstützungen der Bauernproteste an und nahmen an Protesten teil, unter anderem Spediteure, Jägerschaften, Küstenfischer und Handwerker.
Vonseiten politischer Parteien solidarisierten sich die Freien Wähler Bayern: Wirtschaftsminister Hubert Aiwanger bezeichnete am 6. Januar 2024 die Bauernproteste als „politische Notwehr“. Die AfD solidarisierte sich mit den Protesten und verknüpfte sie mit eigenen politischen Forderungen, ihr Parteiprogramm lehnt jedoch Subventionen grundsätzlich ab. Der Sprecher des Bauernverbandes distanzierte sich hiervon jedoch. Nach Recherchen der taz beziehen die Betriebe der DBV-Vorstände überdurchschnittlich hohe Agrar-Subventionen.
Verschiedene Politiker der Union wie Markus Söder, Friedrich Merz, und Carsten Linnemann solidarisierten sich mit den Landwirten. Landtagsabgeordnete der CDU Thüringen riefen zur Teilnahme an den Protesten auf. Die hessische Landtagsabgeordnete Stefanie Klee (CDU) nahm auf einem Schlepper an den Protesten teil. Sahra Wagenknecht (BSW) zeigte Verständnis für die Bauern und nannte Robert Habecks Reaktion auf die Fährblockade vom 4. Januar „peinlich und weinerlich“.
Die CDU machte sich im sächsischen Landtagswahlkampf die Forderungen der Bauernproteste zu eigen. Ein Wahlplakat zeigte einen zornigen Bauern mit Mistgabel und dem Text „Ampel-Regierung will Bauern an den Tank – Finger weg vom Agrardiesel“. Dies stieß auf Kritik des ehemaligen Bundesumweltminister Jürgen Trittin (Grüne), welcher hierin einen aktiven Aufruf zur Gewalt erkannte; auch der ehemalige Bundesminister Peter Altmaier (CDU) nannte die aggressive Bildsprache „verstörend“ – sie schade der Sache der Bauern und der politischen Debattenkultur.
Infolge der Bauernproteste fordern am 8. Januar 2024 nicht nur CDU/CSU-Ministerpräsidenten wie Markus Söder in Bayern, Boris Rhein in Hessen, Hendrik Wüst in Nordrhein-Westfalen, Kai Wegner in Berlin, Daniel Günther in Schleswig-Holstein, Michael Kretschmer in Sachsen und Reiner Haseloff in Sachsen-Anhalt, sondern auch die vier SPD-Ministerpräsidenten Manuela Schwesig in Mecklenburg-Vorpommern, Dietmar Woidke in Brandenburg, Stephan Weil in Niedersachsen und Anke Rehlinger (Saarland) den Erhalt der Dieselagrarvergünstigung für Landwirte.
Am 18. Januar brachte die CDU/CSU-Bundestagsfraktion einen Antrag zur garantierten dauerhaften Agrardieselentlastung der Land- und Forstwirtschaft auf die Tagesordnung des Bundestagsplenums.
Infolge der Straßenblockaden der Landwirte gingen von einigen Verkehrsteilnehmern gewalttätige und strafbare Handlungen gegen die protestierenden Bauern aus. Bei einer Protestaktion auf einer Bundesstraße bei Friesoythe in Niedersachsen fuhr am 8. Januar 2024 ein Autofahrer einen Landwirt an und überrollte ihn. Die Staatsanwaltschaft wertet den Vorfall als versuchten Mord.
Am 11. Februar 2024 kam es gegen 02:45 Uhr zu einem Brand in einem landwirtschaftlichen Betrieb in Oelsnitz im Erzgebirge. Vor Ort stand ein Traktor in Flammen und es wurde eine mit den Worten „Schluss mit Blockade - sonst brennt alles“  beschmierte Fassade vorgefunden. Die Polizei hat Ermittlungen zu diesem mutmaßlichen Anschlag aufgenommen.

## Kritik
Bundesfinanzminister Christian Lindner (FDP) übte Kritik an einigen Aktionen im Rahmen der Proteste, insbesondere nach der Blockade von Minister Habeck auf einer Fähre. Susanne Gaschke bewertete diese Blockade in der Neuen Zürcher Zeitung (NZZ) mit Verweis auf die Aussage des Reeders als nicht hinnehmbare Nötigung und Bedrohung Habecks, der privat unterwegs gewesen sei. Jakob Banke für Cicero stellt hingegen die Aussage eines Teilnehmers sowie die Videomitschnitte hervor, woraus zu erkennen sei, dass die Demonstration friedlich abgelaufen sei. DBV-Präsident Joachim Rukwied erklärte, dass Aktionen wie in Schlüttsiel dem politischen Anliegen der Bauern schaden würden. Ein Video des Norddeutschen Rundfunks zeigt einen Zusammenschnitt von dem Zünden eines Feuerwerks am Ende der Blockade, welches jedoch so vor die zeitlich früheren Szenen unmittelbar im Ablegevorgang geschnitten wurde, dass der Eindruck entsteht, man wäre unter dem Eindruck des Feuerwerks zur ablegenden Fähre gedrängt.
Bundesinnenministerium, Bundesamt für Verfassungsschutz und Bundeskriminalamt warnen vor Unterwanderung der Proteste durch rechtsextreme Gruppierungen. So sind bei einigen Demonstrationen auch Banner der rechtsextremen Partei Die Heimat (früher NPD) zu sehen. DBV-Präsident Joachim Rukwied distanzierte sich von solchen Parolen: „Rechte und andere radikale Gruppierungen mit Umsturzgelüsten“ wolle man nicht auf den Demonstrationen haben. Der sächsische Innenminister Armin Schuster (CDU) erklärte, dass er keine Anzeichen für eine Unterwanderung der Bauernproteste durch Rechtsextreme sähe: „Die Landwirte haben sich bereits im Vorfeld ganz klar von rechtsextremen Bestrebungen distanziert. Dies hat Wirkung gezeigt, so dass man von Unterwanderung nicht sprechen kann“. Das RND Redaktionsnetzwerk Deutschland berichtet von einzelnen Versuchen von AFD-Vertretern und Rechtsextremen an den Bauernprotesten zu partizipieren, wobei diese Versuche aber letztlich erfolglos blieben.
Journalisten und Politiker kritisierten, dass die öffentliche Reaktion auf die – auch bei Landwirten umstrittenen – Blockaden der Bauernproteste positiver ausfalle als auf die Straßenblockaden der Letzten Generation; es werde „mit zweierlei Maß gemessen“. Allerdings wurden vereinzelt auch bei den Bauernprotesten Gewalt und Straftaten gegen die Demonstranten ausgeübt.